# Каменнологский сельсовет
Каменнологский сельсовет — административная единица на территории Ошмянского района Гродненской области Белоруссии.

## История
22 ноября 2012 года были упразднены хутора Вильяново, Выгода, Дитровщина.

## Состав
Каменнологский сельсовет включает 42 населённых пункта:
- Беняны — деревня.
- Бериндишки — деревня.
- Бояры — деревня.
- Будьковщина — хутор.
- Виштоки — деревня.
- Волковщина — деревня.
- Ганево — деревня.
- Гравжи — хутор.
- Дайновка — деревня.
- Доловая — хутор.
- Дольный Каменный Лог — деревня.
- Дукели — деревня.
- Жуки — деревня.
- Каменный Лог — деревня.
- Кастечина — деревня.
- Кемяны — деревня.
- Коршунишки — деревня.
- Курганы — деревня.
- Лужи — хутор.
- Малынишки — деревня.
- Медники — деревня.
- Мерлишки — хутор.
- Мокрицы — деревня.
- Московщина — хутор.
- Муравьевка — деревня.
- Новоселки — деревня.
- Новосяды — деревня.
- Новосяды 2 — деревня.
- Новосяды 1 — деревня.
- Олехново — деревня.
- Погири — деревня.
- Поляны — деревня.
- Потоки — хутор.
- Рай — хутор.
- Ровное Поле — хутор.
- Цуденишки — деревня.
- Черепокальня — хутор.
- Юршаны — деревня.
- Янишки — деревня.
- Янканцы — деревня.
- Яново — деревня.
- Ясенево — деревня.